# Championnats du monde de cyclisme sur piste 2008
Navigation
Championnats du monde 2007 Championnats du monde 2009
Les championnats du monde de cyclisme sur piste 2008 se tiennent à Manchester en Angleterre. La poursuite par équipes féminine fait son apparition. La Grande-Bretagne, à domicile, a largement dominé ces championnats du monde en remportant 9 des 18 titres en jeu.

## Contexte
Il s'agit des troisièmes championnats du monde de cyclisme sur piste organisés au vélodrome de Manchester, après ceux de 1996 et 2000. Ils constituent également le dernier grand rendez-vous avant les Jeux olympiques de Pekin.

## Résultats

### Hommes
| Compétition            | Or                                                                | Or                | Argent                                                                             | Argent         | Bronze                                                          | Bronze         |
| ---------------------- | ----------------------------------------------------------------- | ----------------- | ---------------------------------------------------------------------------------- | -------------- | --------------------------------------------------------------- | -------------- |
| Kilomètre              | Teun Mulder Pays-Bas                                              | 1 min 01 s 332    | Michaël D'Almeida France                                                           | 1 min 01 s 514 | François Pervis France                                          | 1 min 01 s 574 |
| Keirin                 | Chris Hoy Royaume-Uni                                             |                   | Teun Mulder Pays-Bas                                                               |                | Christos Volikakis Grèce                                        |                |
| Vitesse individuelle   | Chris Hoy Royaume-Uni                                             |                   | Kévin Sireau France                                                                |                | Mickaël Bourgain France                                         |                |
| Vitesse par équipes    | Grégory Baugé Kévin Sireau Arnaud Tournant France                 | 43 s 271          | Ross Edgar Chris Hoy Jamie Staff Royaume-Uni                                       | 43 s 777       | Theo Bos Teun Mulder Tim Veldt Pays-Bas                         | 43 s 718       |
| Poursuite individuelle | Bradley Wiggins Royaume-Uni                                       | 4 min 18 s 519    | Jenning Huizenga Pays-Bas                                                          | 4 min 23 s 474 | Alexei Markov Russie                                            | 4 min 21 s 097 |
| Poursuite par équipes  | Ed Clancy Geraint Thomas Paul Manning Bradley Wiggins Royaume-Uni | 3 min 56 s 322 RM | Michael Færk Christensen Casper Jørgensen Jens-Erik Madsen Alex Rasmussen Danemark | 3 min 59 s 381 | Graeme Brown Mark Jamieson Bradley McGee Luke Roberts Australie | 4 min 00 s 089 |
| Américaine             | Mark Cavendish Bradley Wiggins Royaume-Uni                        | 19                | Roger Kluge Olaf Pollack Allemagne                                                 | 13             | Michael Mørkøv Alex Rasmussen Danemark                          | 11             |
| Course aux points      | Vasil Kiryienka Biélorussie                                       | 24                | Christophe Riblon France                                                           | 23             | Peter Schep Pays-Bas                                            | 19             |
| Scratch                | Aliaksandr Lisouski Biélorussie                                   |                   | Wim Stroetinga Pays-Bas                                                            |                | Roger Kluge Allemagne                                           |                |
| Omnium                 | Hayden Godfrey Nouvelle-Zélande                                   | 19                | Leigh Howard Australie                                                             | 28             | Aliaksandr Lisouski Biélorussie                                 | 35             |

### Femmes
| Compétition            | Or                                                          | Or                | Argent                                                  | Argent         | Bronze                                                      | Bronze         |
| ---------------------- | ----------------------------------------------------------- | ----------------- | ------------------------------------------------------- | -------------- | ----------------------------------------------------------- | -------------- |
| 500 mètres             | Lisandra Guerra Cuba                                        | 34 s 021          | Simona Krupeckaitė Lituanie                             | 34 s 066       | Sandie Clair France                                         | 34 s 253       |
| Keirin                 | Jennie Reed États-Unis                                      |                   | Victoria Pendleton Royaume-Uni                          |                | Christin Muche Allemagne                                    |                |
| Vitesse individuelle   | Victoria Pendleton Royaume-Uni                              |                   | Simona Krupeckaitė Lituanie                             |                | Jennie Reed États-Unis                                      |                |
| Vitesse par équipes    | Victoria Pendleton Shanaze Reade Royaume-Uni                | 33 s 661          | Gong Jinjie Zheng Lulu Chine                            | 34 s 223       | Dana Glöss Miriam Welte Allemagne                           | 34 s 036       |
| Poursuite individuelle | Rebecca Romero Royaume-Uni                                  | 3 min 30 s 501    | Sarah Hammer États-Unis                                 | 3 min 37 s 006 | Katie Mactier Australie                                     | 3 min 32 s 347 |
| Poursuite par équipes  | Wendy Houvenaghel Rebecca Romero Joanna Rowsell Royaume-Uni | 3 min 22 s 415 RM | Svitlana Galyuk Lesya Kalitovska Lyubov Shulika Ukraine | 3 min 29 s 744 | Charlotte Becker Verena Jooß Alexandra Sontheimer Allemagne | 3 min 26 s 960 |
| Course aux points      | Marianne Vos Pays-Bas                                       | 33                | Trine Schmidt Danemark                                  | 25             | Vera Carrara Italie                                         | 20             |
| Scratch                | Eleonora van Dijk Pays-Bas                                  |                   | Yumari González Cuba                                    |                | Belinda Goss Australie                                      |                |

## Tableau des médailles
| Rang | Nation           | Or | Argent | Bronze | Total |
| ---- | ---------------- | -- | ------ | ------ | ----- |
| 1    | Royaume-Uni      | 9  | 2      |        | 11    |
| 2    | Pays-Bas         | 3  | 3      | 2      | 8     |
| 3    | Biélorussie      | 2  |        | 1      | 3     |
| 4    | France           | 1  | 3      | 3      | 7     |
| 5    | États-Unis       | 1  | 1      | 1      | 3     |
| 6    | Cuba             | 1  | 1      |        | 2     |
| 7    | Nouvelle-Zélande | 1  |        |        | 1     |
| 8    | Danemark         |    | 2      | 1      | 3     |
| 9    | Lituanie         |    | 2      |        | 2     |
| 10   | Allemagne        |    | 1      | 4      | 5     |
| 11   | Australie        |    | 1      | 3      | 4     |
| 12   | Chine            |    | 1      |        | 1     |
| 12   | Ukraine          |    | 1      |        | 1     |
| 14   | Grèce            |    |        | 1      | 1     |
| 14   | Italie           |    |        | 1      | 1     |
| 14   | Russie           |    |        | 1      | 1     |